# Domkirkeodden (Museum)
Domkirkeodden oder Hedmark Museum ist ein archäologisches Museum und ein Freilichtmuseum in Hamar, Norwegen. Das Museum liegt auf einem Hügel direkt am Mjøsa-See direkt neben dem Norsk Jernbanemuseum.
Das Museum wurde 1906 gegründet und ist heute zusammen mit sechs weiteren Museen eine Abteilung des Anno Museums.

## Ruine des Doms und des Bischofspalasts
Dieser Bereich besteht aus der mit einem Glasbau überdachten romanischen und gotischen Domruine von Hamar und den Ruinen des Bischofsburg und -residenz. Die Domruinen wurden nie entweiht und gehören kirchenrechtlich immer noch der katholischen Kirche. An einer Ausgrabungsstätte können sich die Besucher über den Stand der Arbeiten informieren. Große Teile der Stadt wurden nicht ausgegraben und Besucher können sie auf einem Feld außerhalb der Grenzen des Museums besuchen.

## Freilichtmuseum

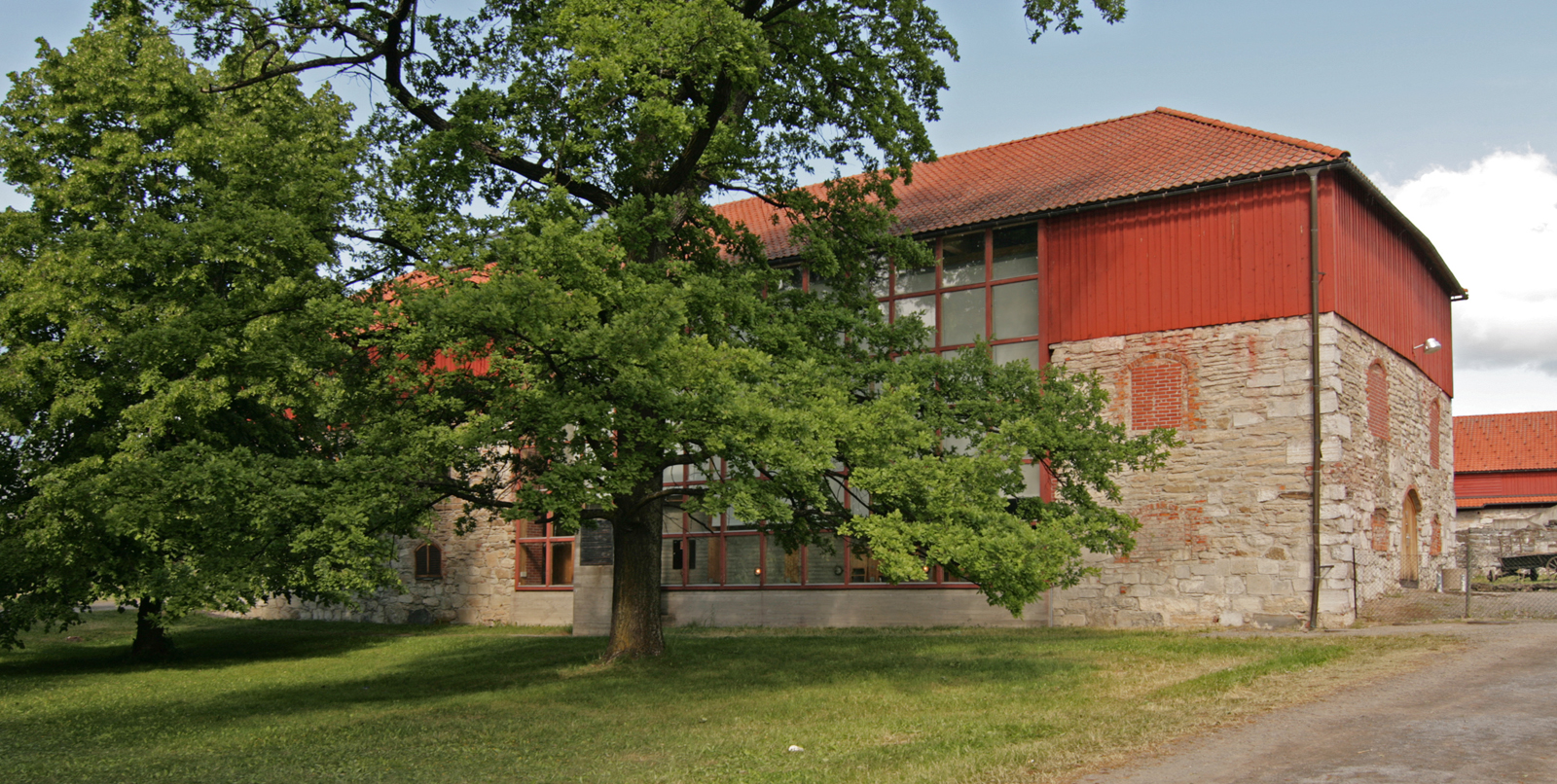
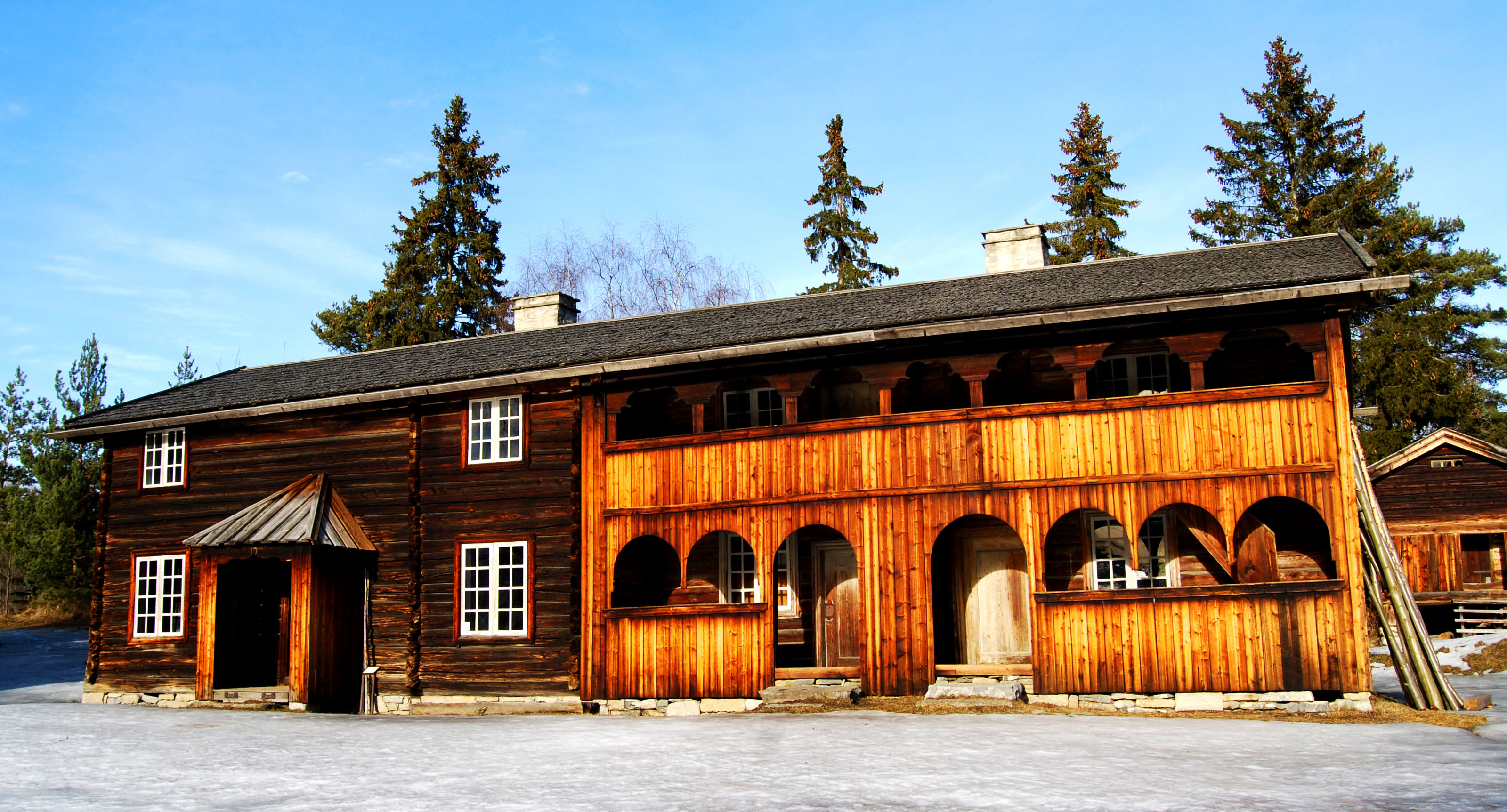
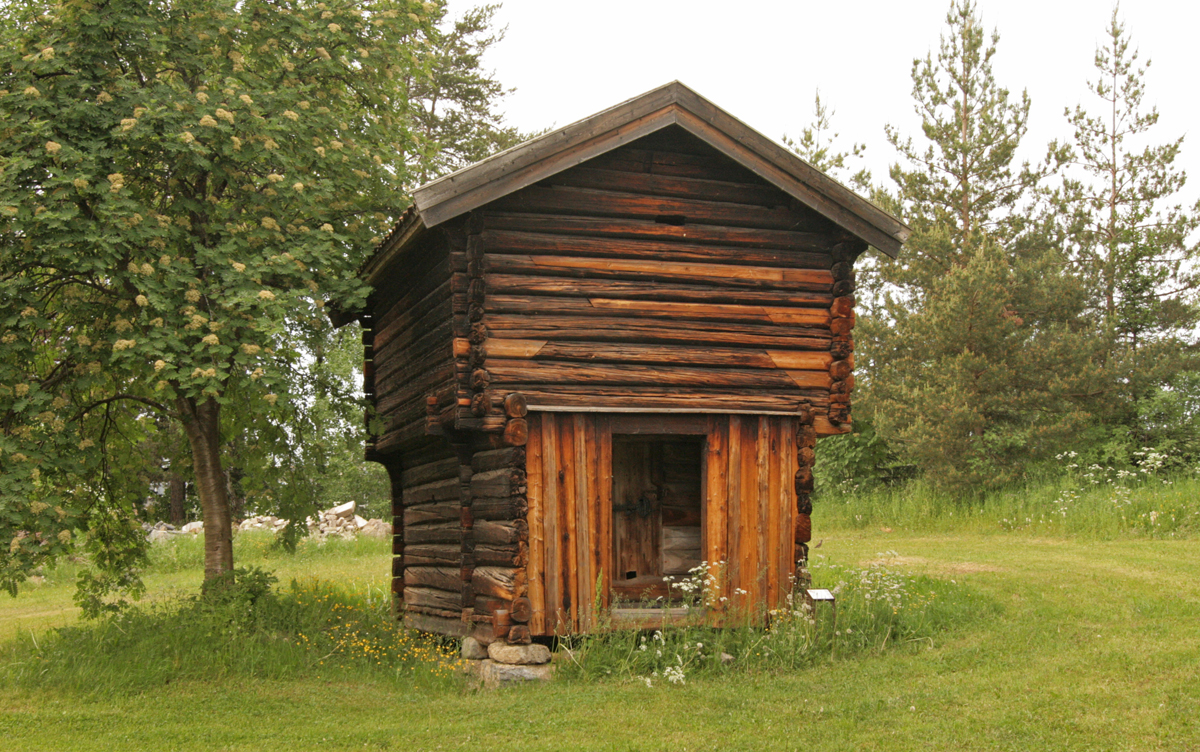
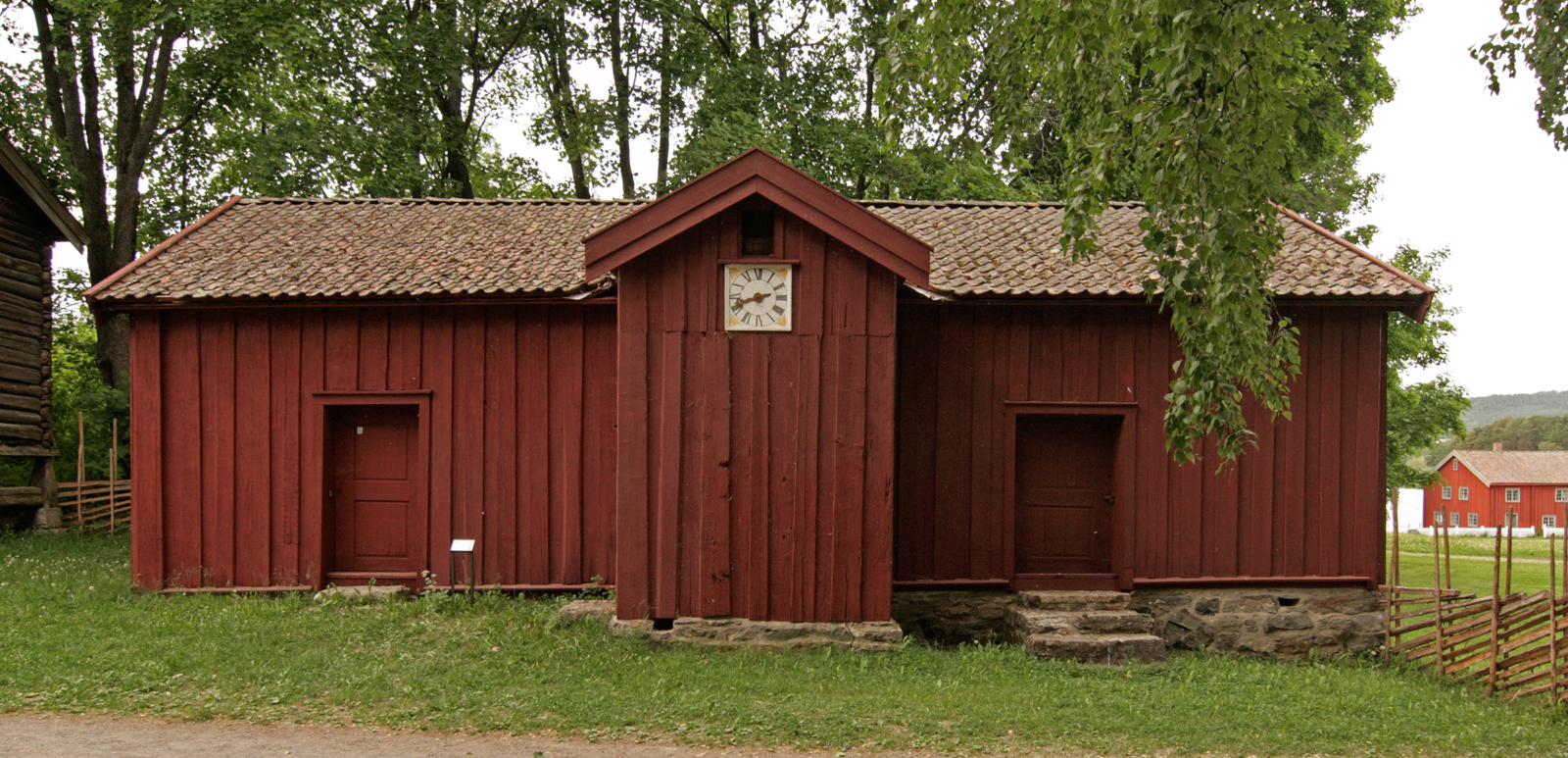
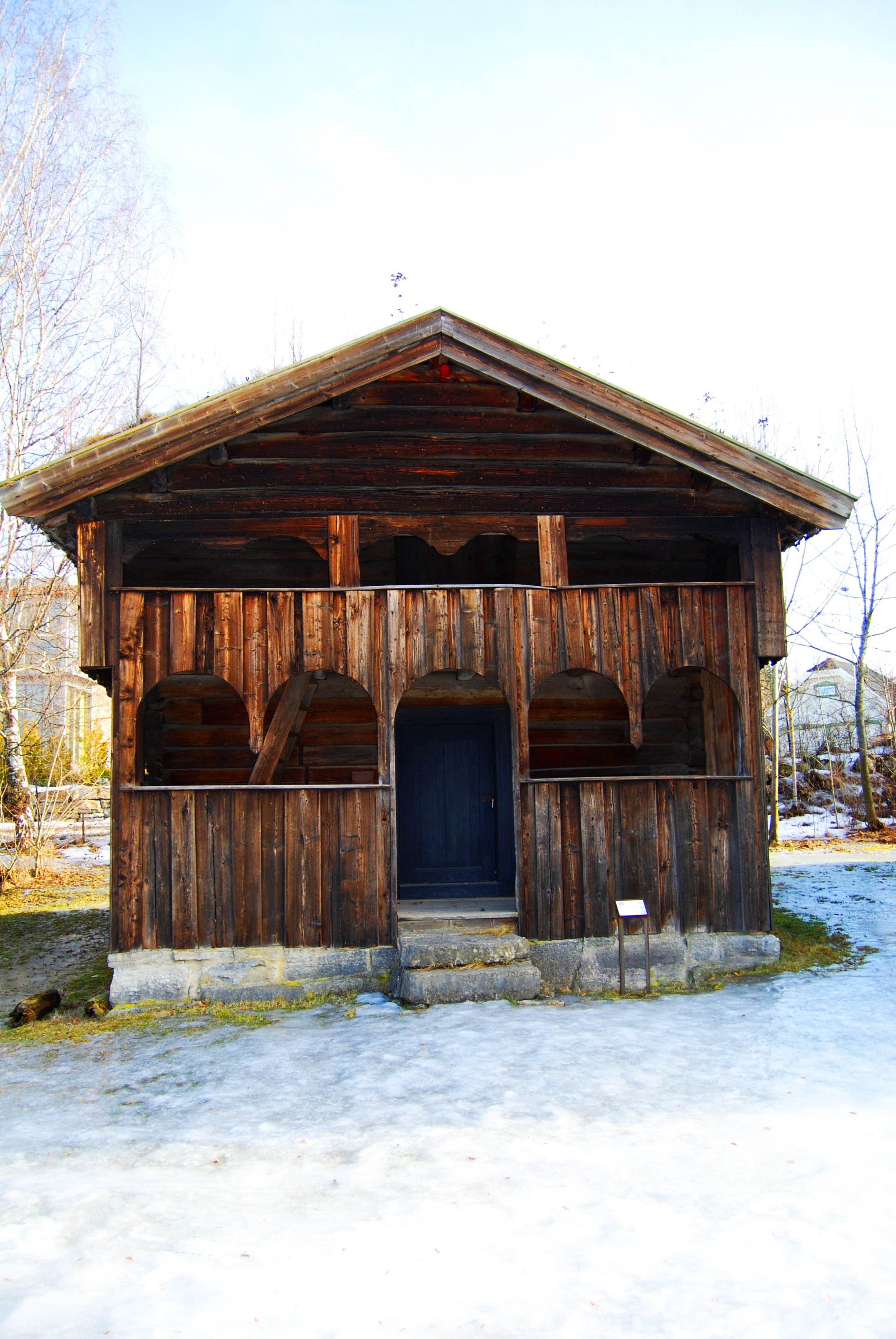

Das ethnologische Museum zeigt das Leben der Bevölkerung der Hedmark vom 16. Jahrhundert bis in das frühe 20. Jahrhundert. Im Museum finden sich große Hofanlagen und Einzelgebäude aus der ganzen Region Hedmark. Darunter sind unter anderem große Bauernhöfe, kleine Häuser von Landpächtern und Hirtenhäuser die von Hirten während der Sommerweide benutzt wurden. Von den mehr als 65 unterschiedlichen Gebäuden wurden viele wieder in einen früheren Bauzustand zurückversetzt. Sie zeigen die unterschiedlichen Architekturstile in den Gemeinden Hamar, Stange, Løten und Ringsaker. Darüber hinaus besitzt das Museum mehr als 50.000 Objekte, die ältesten aus dem frühen 17. Jahrhundert.

## Kräutergarten
Der Kräutergarten neben dem Storhamarhof wurde 1985 angelegt. Es gibt einen Bereich mit im Mittelalter genutzten Pflanzen, eine Abteilung mit neueren Feldfrüchten und einem speziellen Bereich mit Giftpflanzen. Der Garten ist der größte seiner Art in Norwegen und kultiviert über 400 verschiedene Pflanzen. Im Museum wachsen darüber hinaus 200 verschiedene Sorten von Obstbäumen. Sie dienen auch zur Erhaltung alter Obstsorten.